# Hermann Fritsche

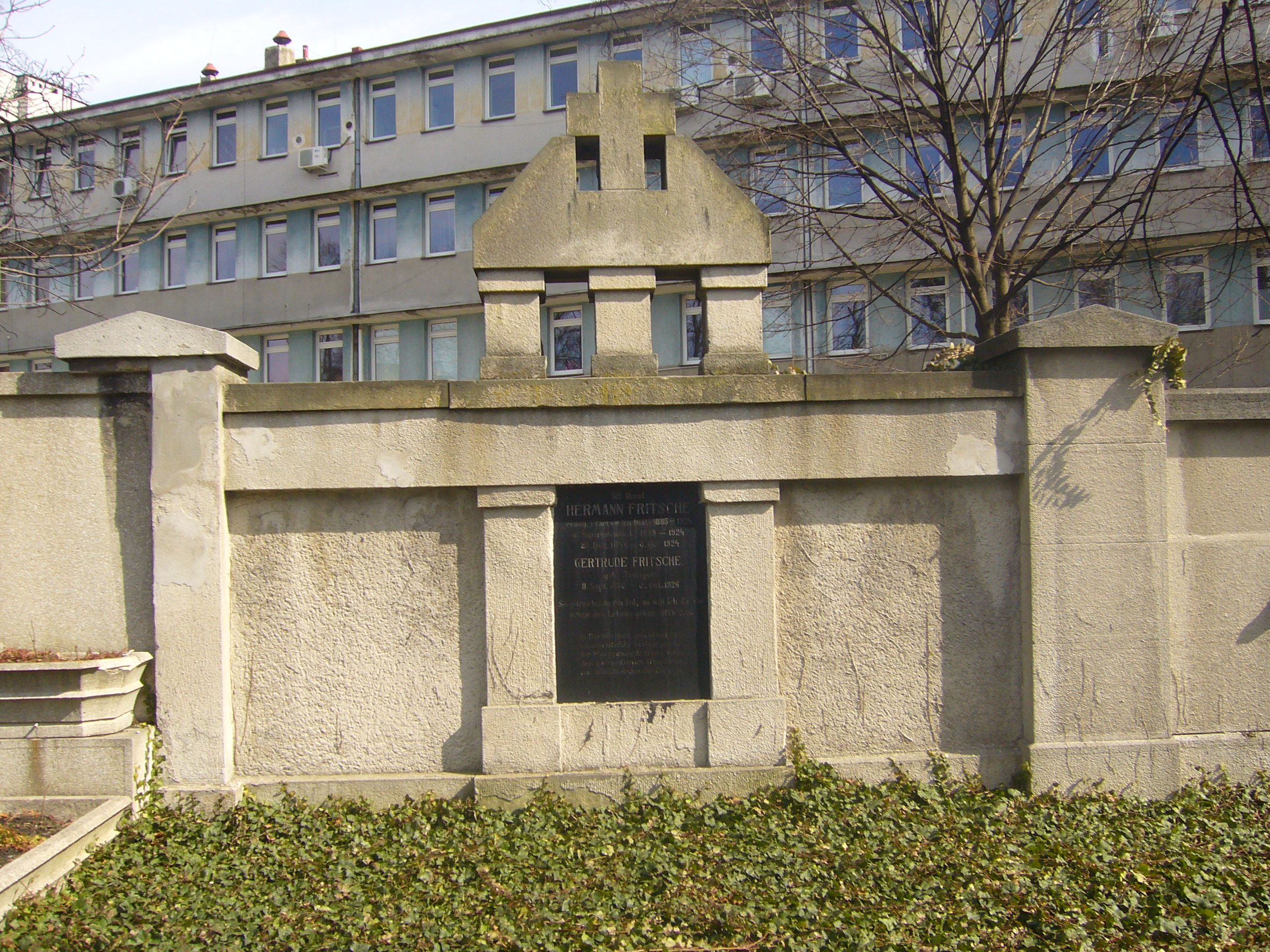
Grób Hermanna Fritsche

Hermann Georg Fritsche (ur. 20 grudnia 1846 w Bielsku, zm. 8 października 1924 w Białej) – austriacki teolog, działacz religijny i publicysta, pastor w parafiach w Wiener Neustadt, Bielsku i Białej, przewodniczący wyższych władz Kościoła ewangelicko-augsburskiego w Austro-Węgrzech od 1907, superintendent diecezji galicyjsko-bukowińskiej od 1908, a następnie Kościoła Ewangelickiego Augsburskiego i Helweckiego Wyznania w Małopolsce, prezydent dwóch ostatnich przed 1914 Synodów Generalnych w Wiedniu, współzałożyciel dwóch czasopism ewangelickich, autor licznych tekstów do kilku pism teologicznych, doctor honoris causa wydziału teologii protestanckiej Uniwersytetu Wiedeńskiego, kawaler Orderu Żelaznej Korony i komandor Orderu Franciszka Józefa.

## Życiorys
Urodził się w 1846 w Bielsku (dziś Bielsko-Biała) na Śląsku Austriackim jako syn chemika Gustava Fritsche i Idy Kotschy.
W 1866 ukończył naukę w gimnazjum ewangelickim w Cieszynie. W latach 1866–1869 studiował teologię i filozofię w Wiedniu, zaś w latach 1869–1872 w Jenie i Berlinie.
Po studiach rozpoczął pracę jako prywatny nauczyciel, a od 1872 uczył religii, języka niemieckiego i geografii w ewangelickiej szkole realnej w Bielsku. Na duchownego ordynowano go 3 listopada 1872 w Białej, gdzie w latach 1872–1874 był wikariuszem superintendenta Jakuba Hönela. W 1874 został duszpasterzem parafii ewangelickiej w Wiener Neustadt. W latach 1883–1885, po śmierci Karla Samuela Schneidera, był proboszczem w Bielsku. W 1885, kiedy zmarł Jakub Hönel, przejął parafię bialską.
28 sierpnia 1880 wziął ślub z Laurą Gertrudą Seeliger, córką bialskiego burmistrza Rudolfa Theodora Seeligera.
W 1884 Fritsche, wraz z Theodorem Haase i Ferdynandem Schurem, założył wydawaną do 1940 gazetę „Evangelische Kirchen-Zeitung für Österreich”, komentującą ówczesną sytuację Kościoła ewangelickiego w monarchii austro-węgierskiej. W 1904 wraz z Theodorem Zöcklerem założył czasopismo „Evangelisches Gemeindeblatt für Galizien und Bukowina”, które istniało do 1939. Przez lata zamieszczał swoje kazania w ukazujących się w Lipsku: „Sammlung von geistlichen Kasualreden” i „Predigten der Gegenwart”.
Od 1907 był przewodniczącym wyższych władz Kościoła ewangelicko-augsburskiego w Austro-Węgrzech, a rok później został superintendentem Galicji i Bukowiny. Był także prezydentem dwóch ostatnich przed I wojną światową Synodów Generalnych w Wiedniu.
Z jego inicjatywy w 1897 powstała szkoła ewangelicka w Salmopolu. Popierał również ideę budowy Szkoły Jubileuszowej im. Cesarza Franciszka Józefa w Lipniku, do której doszło w 1908. Wraz z żoną założył Ewangelicki Dom Sierot w Białej. W latach 1887–1892 był przewodniczącym Lipnickiego Męskiego Towarzystwa Śpiewaczego.
W 1911, w czasie obchodów 50 rocznicy wydania przez Franciszka Józefa I patentu gwarantującego równouprawnienie protestantów, nadano mu tytuł doktora honoris causa na wydziale teologii protestanckiej Uniwersytetu Wiedeńskiego.
Po upadku Austro-Węgier jako dotychczasowy superintendent galicyjsko-bukowiński stanął na czele powstałego w 1920 Kościoła Ewangelickiego Augsburskiego i Helweckiego Wyznania w Małopolsce, który to urząd pełnił do śmierci. Jego następcą na tym stanowisku był Theodor Zöckler.
Przez większą część życia mieszkał w Białej, przy Schulgasse 2 (dziś ul. S. Staszica), w sąsiedztwie kościoła Marcina Lutra.
Zmarł w 1924 w Białej w wieku 78 lat i został pochowany na bialskim Cmentarzu ewangelickim.

## Odznaczenia
- Kawaler Orderu Żelaznej Korony
- Komandor Orderu Franciszka Józefa